# Dicranomyia tahitiensis
Dicranomyia tahitiensis är en tvåvingeart som först beskrevs av Alexander 1921.  Dicranomyia tahitiensis ingår i släktet Dicranomyia och familjen småharkrankar. Inga underarter finns listade i Catalogue of Life.